# A hatalmi ágak szétválasztása
A hatalmi ágak szétválasztása a hatalommal való visszaélés intézményesített gátja. Szerepe, hogy az egyes önállóan gyakorolható, azonos szintű, más-más döntéshozói tisztségek körét, jogkörét és felhatalmazását elkülönítse egymástól, és biztosítsa az egymástól független kiválasztásukat és megbízatásukat. Általában egy demokratikus alkotmányos alapelv szabályozza, mely szerint a törvényhozásnak (parlament, helyi önkormányzat), a végrehajtó hatalomnak (közigazgatás), és az igazságszolgáltatásnak (alkotmánybíróság, a bírói szervek és az ügyészség) hatáskör tekintetében, intézményi és személyi vonatkozásban is el kell válnia egymástól. A felvilágosodás korában három hatalmi ágat különböztettek meg, de azóta továbbiak jöttek létre vagy kaptak ide besorolást, mint a demokráciában ellenőrző feladatokat ellátó szervezetek és intézmények, ilyen például az alkotmánybíróság, adatvédelmi biztos vagy a közösségi támogatással működő tömegtájékoztatási eszközök.
Történetileg az önkényuralom megakadályozására irányult, ma pedig a demokratikus hatalomgyakorlás és berendezkedés elengedhetetlen feltételeként működik. A felvilágosodás korának elméleteként emlegetik, pedig valójában sok évszázados múltra tekint vissza. A három klasszikus hatalmi ág elosztása korábban megtalálható Arisztotelész és Cicero műveiben is.

## Elméleti megközelítések

### Ókorban
Arisztotelész alapozta meg a három klasszikus hatalmi ág elméletét. Ő már említi a közügyekről tanácskozó testületet, a magisztrátusokat és az igazságszolgáltatás szervezeteit.
Cicero államelméleti művében a királyság, az arisztokrácia uralma és a demokrácia közötti hatalommegosztást tartja helyes megoldásnak.

### A természetjogi-szerződéselméleti megközelítés
A 17. században John Locke a természetjogi-szerződéselméleti megközelítésében a kormányzat megbízás jellegét hangsúlyozta. Locke szerint a politikai közösség döntése révén természetes jogainak egy részét – életük, szabadságuk és vagyonuk védelméért cserébe – a kormányzatra ruházzák át (ez a társadalmi szerződés). Az így megbízott kormányzat egyoldalú kötelezettségeket vállal, melyek teljesítésének elmulasztása esetén a politikai közösségnek jogában áll lecserélni a hatalom gyakorlóit. Locke elmélete szerint szükség van egy olyan szervre is, amely folyamatosan biztosítja és ellenőrzi a törvények végrehajtását. Így elkülönül a törvényhozó és az igazságszolgáltatást is magában foglaló végrehajtó hatalom, melyek közül Locke egyértelműen az előbbit tartotta elsőrendűnek.

### A törvények uralma
Montesquieu a mérsékelt kormányzás biztosítékát a törvények uralmában vélte megtalálni, szerinte ugyanis a hatalom elfajulásának csakis hatalom szabhat határt. Úgy vélte, hogy az általa megkülönböztetett három államhatalmi ág (törvényhozó, végrehajtó, bírói) közül bármelyik kettő nem megfelelő szétválasztása zsarnokságot eredményez. Ezért a hatalmat úgy kell megosztani, hogy egyik ág se kerekedhessen a másik fölé, hanem azok kiegyensúlyozzák egymást.

### Alkotmányos monarchiában
Az alkotmányos monarchiában az uralkodó nem kormányoz – ez kompromisszum. Ekkor három fő hatalmi ágat különböztetünk meg:
1. a törvényhozó hatalom: választott parlamenti képviselők a tagjai
2. a végrehajtó hatalom: ahol a parlament többségi pártjából a király által kinevezett kormány van jelen
3. az igazságszolgáltató/bírói hatalom: a parlamenttől és a királytól független bíróságok kialakítása

### Köztársaságban
A hatalmi ágak szétválasztásának lényeges eleme
- az önálló alkotmányozó a törvényhozó hatalomtól különálló hatalom.
- A hatalmi ágak egyensúlyát (függetlenségét, szétválasztását és a döntéshozók korlátozását) biztosító alkotmányos szabályozás, mint például
  - a hatalmi ágak főbb döntéshozóinak a többi hatalmi ágtól független a megválasztása,
  - a passzív választójog korlátozása (összeférhetetlenség), valamint
  - a hatalom gyakorlásának választási ciklusokban való korlátozása.
- Ellenőrzési és felelősségre vonási rendszer, amely ellensúlyként és fékként működik, mint például
  - a kormány visszahívásának lehetősége,
  - a kormányfő vagy a köztársasági elnök vétójoga a törvényhozásban,
  - a parlament feloszlatásának lehetősége,
  - a képviselő visszahívásának lehetősége,
  - az alkotmányosság ellenőrzése,
  - a törvényesség ellenőrzése és betartatása,
  - a döntéshozók (képviselők és köztisztviselők) közügyektől való eltilthatósága,
  - közpénzügyek ellenőrzése.

## Gyakorlatban

### A hatalmi ágak egyensúlya
- A törvényhozó hatalom törvényekkel korlátozza a bírói hatalmat és kizárja őket a törvényhozásból.
- A törvényhozó hatalom törvényekkel korlátozza a végrehajtó hatalmat.
- A végrehajtó hatalom egyéni kegyelemmel, a törvényhozó hatalom közkegyelemmel korlátozza a bírói hatalmat. (Az egyéni kegyelmet a köztársasági elnök gyakorolja ugyan, de az csak a végrehajtó hatalom jóváhagyásával, ún. miniszteri ellenjegyzéssel lesz hatályos.)
- A végrehajtó hatalom a törvényhozó hatalmat korlátozza a törvények vétójogával, esetleg a parlament feloszlatásának és új választások kiírásának a jogával.
- A bírói hatalom ellenőrzi a törvényalkotás alkotmányosságát és ezen keresztül a törvényalkotókat.
- A bírói hatalom a közigazgatási bíráskodásával, ügyészséggel ellenőrzi a végrehajtó és a törvényhozó hatalmat.

### Amerikai Egyesült Államokban
A hatalmi ágak szétválasztásának az elve az Amerikai Egyesült Államokban a prezidenciális rendszerben érvényesülnek legtisztábban. A törvényhozó és a végrehajtó hatalom szervezetileg nem függ egymástól, külön úton jönnek létre.

### A parlamentáris köztársaságban
A parlamentáris köztársaságban a törvényhozó és a végrehajtó hatalmi ágak nem különülnek el egyértelműen, a végrehajtó hatalom fölötti ellenőrzést is a törvényhozás látja el. A tényleges végrehajtói hatalommal rendelkező kormányfőt nem közvetlenül választják a választók, hanem a parlament szavaz neki bizalmat.

### Bírálata
- A „demokratikus alkotmányok” ugyan kinyilatkoztatják a hatalmi ágak szétválasztását, valójában nem biztosított egyes hatalmi ágak egyértelmű szétválasztása, mert rendszerint valamelyik szerv fölérendeltsége érvényesül. Tehát nem történik meg az államhatalmi ágak éles elválasztása, amit újabb „fékek és ellensúlyok” rendszerének bevezetésével próbálnak látszólag megszüntetni.[forrás?]
- A kormányfőt a törvényhozásban a győztes párt választja, akkor megszűnik a tényleges hatalommegosztás a két hatalmi ág között.[forrás?]
- Egyes személyek két hatalmi ágnak egyszerre a tagjai, ami növeli a hatalmi ágak összefonódását.[forrás?]
- A legfőbb ügyész kinevezése általában a kormányzattól vagy törvényhozástól függ, így sérül a hatalmi ágak szétválasztásának az elve.[forrás?]
- Gyakorlatban hatalmi ágak szétválasztásának alkalmazása sokszor következetlen.[forrás?]

## A hatalmi ágakon belüli hatalommegosztás módjai
A hatalommegosztás történhet szakterületek, hatalmi szintek szerint, többlépcsős döntéshozatal bevezetésével vagy ezek kombinációinak a segítségével.

### Szakterületek szerinti
Szakterületek szerinti hatalommegosztás például az igazságszolgáltatáson belül az alkotmánybíróság, bíróság és az ügyészség szétválasztása úgyszintén a végrehajtó hatalmon belüli szakterületek létrehozásával.

### Hatalmi szintek szerinti
Hatalommegosztás a föderalizmus, mely hatalmi ágak szerint megosztja a hatalmat a szövetségi és a tartományi szintű hatalmi szervek között, továbbá megosztható a hatalom az állam és egyes térségei, települései és városrészei között.

### Többlépcsős döntéshozatal módja
A hatalommegosztás további módja például a törvényhozás két kamarára osztása, alsó- és felsőházra, vagy képviselőházra és szenátusra. Ezek általában törvényhozási funkcióikban és választói bázisukat tekintve is különböznek: mástól és másra kapnak mandátumot. Ilyen hatalommegosztás a törvények jóváhagyása a köztársasági elnök által.

### Gyakorlatban
- Magyarországon egykamarás országgyűlés működik.
- Föderális szerkezetű állam például az Amerikai Egyesült Államok, Kanada, Mexikó, India, Oroszország, Németország, Svájc és Ausztria.